# Blanzac-Porcheresse
Blanzac-Porcheresse foi uma comuna francesa na região administrativa da Nova Aquitânia, no departamento de Charente. Estendia-se por uma área de 10,84 km². Em 2010 a comuna tinha 1 030 habitantes (densidade: 95 hab./km²).
Em 1 de janeiro de 2017, passou a formar parte da nova comuna de Coteaux-du-Blanzacais.